# Смех
Смех је реакција на одређене спољашне или унутрашње надражаје. Смех могу изазвати активности попут голицања, хумористичних прича или мисли. Најчешће се сматра визуелном експресијом многих позитивних емоционалних стања попут радости, весеља, среће, олакшања итд. У неким приликама може бити узрокован супротном емоцијом као на пример срамотом или збуњеношћу. Такав осмех називамо нервозним, смехом. Фактори попут пола, образовања, језика и културе детерминанти су фактори за, да ли ће се нека особа смејати у одређеној ситуацији.

## Дефиниција
Смех је део човечијег понашања регулисана мозгом који помаже људима разјаснити  њихове намере у социјалној интеракцији и пружа емоциоалан  контекст конверзацијама. Смех се користи као сигнал припадности некој групи-он сигнализује прихваћеност и позитивне интеракције с другима. Смех се понекад доживљава заразним, а смех неке особе може само изазвати смех у других као позитинивну повратну спрегу. Популарност снимка смеха у телевизијским комедијама ситуације може се делом приписати овоме. Проучавање хумора и смеха те њихових психолошких и физиолошких ученика на човечије тело зове се гелотологија.